# Gdynia
Gdynia (en alemany Gdingen) és una ciutat de Polònia i una de les tres grans ciutats portuàries d'aquest país. La ciutat forma part del Voivodat de Pomerània i se situa a la costa sud del Golf de Gdańsk (en el Mar Bàltic), a uns 30 quilòmetres al nord de la ciutat de Gdańsk, amb el qual Gdynia forma una conurbació, la Trójmiasto (Triciutat). Amb la seva població d'uns 248.726 habitants (2012) és una de les 12 ciutats més grans de Polònia. Forma part de la Triciutat juntament amb Sopot i Gdańsk sumant un total d'un milió cent mil habitants.